# Google Labs
O Google Labs foi o site do Google para apresentação de novas tecnologias e serviços que estavam sendo desenvolvidos pela empresa. Também serviu como uma área de teste para os novos serviços a serem lançados. Essa foi uma maneira pela qual o Google conseguiu despertar interesse nos usuários antes de lançar as versões finais. Os melhores e mais populares foram, em alguns casos, otimizados e adicionados ao pacote de serviços do Google.
Isso incluiu, por exemplo, novas funções de pesquisa, plug-ins do navegador ou serviços personalizados da web. Novos serviços foram disponibilizados inicialmente apenas em inglês, os quais, se bem-sucedidos, foram posteriormente localizados e transferidos para a página de resumo do serviço oficial. Lá, eles geralmente permaneceram em beta por algum tempo. Serviços que não foram considerados bem-sucedidos eram descontinuados após algum tempo.
O Google descreveu o Google Labs como "um playground onde nossos usuários mais aventureiros podem brincar com protótipos de algumas de nossas ideias mais loucas e oferecer feedback diretamente aos engenheiros que os desenvolveram".
Os serviços do Google nem sempre aparecem na página dos laboratórios. Alguns eram betas privados que eram executados apenas por convidados para que apenas testadores confiáveis testem projetos como Gmail, Google Agenda e Google Wave. E muitos deles tinham suas próprias páginas de "laboratórios" para projetos experimentais exclusivos do produto.
Em 2006, todos os produtos do Google Labs tinham um logotipo consistente, usando um balão e um frasco, e um título cinza, ao contrário de outros produtos do Google codificados por cores, como o Google Notícias e o Google Maps. Isso avisa aos usuários de que o produto pode conter bugs e seu uso pode ser inadequado para o usuário comum.

## Exemplos de projetos

### Google Code Search
Em outubro de 2006, o Google Code Search, uma pesquisa de código, foi criado, com o código-fonte publicamente disponível pode ser pesquisado por qualquer expressão. Os programadores que desejam fornecer seu código podem enviá-lo por meio de um formulário on-line.

### Extensões do Google para o Firefox
Como parte de sua parceria com a Mozilla, o Google desenvolveu as extensões Google Browser Sync e Google Notebook para o navegador Firefox.

### Google Sets
O Google Sets tinha a função de determinar termos de pesquisa alternativos. Para este propósito, os termos foram inseridos em um formulário e os conjuntos foram usados para expressar os termos relacionados. O Google Sets existia desde 2002 e era o mais antigo recurso de Labs com esse status. O serviço foi descontinuado em setembro de 2011.

### Google Insights para Pesquisa
O Google Insights para Pesquisa mostrava as execuções no volume de pesquisa e a origem geográfica de qualquer consulta de pesquisa. O serviço estava disponível desde agosto de 2008.

## Descontinuamento
Em 20 de julho de 2011, o Google anunciou em seu blog que estava descontinuando o Google Labs e que só pode ser acessado para ver o desenvolvimento dos produtos, mas não para usá-los. O site foi descontinuado em 17 de outubro de 2011 porque o Google queria se concentrar na rede social Google+.
Todos os experimentos existentes foram integrados a outros projetos ou foram descontinuados, como o Google Code Search. A razão dada foi que para, no futuro, concentrar as forças em menos projetos. No entanto, os recursos experimentais de outros serviços, como o Gmail, são tão pouco afetados quanto os aplicativos existentes na Google Play Store para o sistema operacional para dispositivos móveis Android. O googlelabs.com agora retorna para a página inicial do Google. O Google ainda tem muitos links para suas ferramentas de "laboratórios" extintas em blogs do Google que são facilmente acessíveis por meio de uma pesquisa no Google.